# Władysława Chotkowska
Władysława Chotkowska (ur. 1877 w Piotrkowie Trybunalskim, zm. po 1923) – polska śpiewaczka operowa (sopran).
Uczyła się śpiewu u Witolda Aleksandrowicza i Jana Reszkego. Od 1902 zaangażowana do zespołu opery Warszawskich Teatrów Rządowych. Od 1906 występowała na scenach włoskich, w 1908 – w Kairze, w 1909 – w Madrycie. Od 1923 udzielała lekcji śpiewu w Warszawie.